# Lijst van nummer 1-hits in Duitsland in 2000
Deze hits stonden in 2000 op nummer 1 in de Musikmarkt Top 100, de bekendste hitlijst in Duitsland.
| Datum        | Artiest                   | Titel                             |
| ------------ | ------------------------- | --------------------------------- |
| 7 januari    | Stefan Raab               | Maschen-draht-zaun                |
| 14 januari   | Stefan Raab               | Maschen-draht-zaun                |
| 21 januari   | HIM                       | Join me                           |
| 28 januari   | HIM                       | Join me                           |
| 4 februari   | HIM                       | Join me                           |
| 11 februari  | HIM                       | Join me                           |
| 18 februari  | French Affair             | My heart goes boom (La di da da)  |
| 25 februari  | French Affair             | My heart goes boom (La di da da)  |
| 3 maart      | French Affair             | My heart goes boom (La di da da)  |
| 10 maart     | Madonna                   | American pie                      |
| 17 maart     | Santana & The Product G&B | Maria Maria                       |
| 24 maart     | Santana & The Product G&B | Maria Maria                       |
| 31 maart     | Santana & The Product G&B | Maria Maria                       |
| 7 april      | Santana & The Product G&B | Maria Maria                       |
| 14 april     | Anton & DJ Ötzi           | Anton aus Tirol                   |
| 21 april     | Die 3. Generation         | Leb!                              |
| 28 april     | Die 3. Generation         | Leb!                              |
| 5 mei        | Zlatko                    | Ich vermiss' dich (wie die hölle) |
| 12 mei       | Zlatko                    | Ich vermiss' dich (wie die hölle) |
| 19 mei       | Zlatko                    | Ich vermiss' dich (wie die hölle) |
| 26 mei       | Zlatko                    | Ich vermiss' dich (wie die hölle) |
| 2 juni       | Bomfunk MC's              | Freestyler                        |
| 9 juni       | Bomfunk MC's              | Freestyler                        |
| 16 juni      | Bomfunk MC's              | Freestyler                        |
| 23 juni      | Zlatko & Jürgen           | Großer bruder                     |
| 30 juni      | Zlatko & Jürgen           | Großer bruder                     |
| 7 juli       | Zlatko & Jürgen           | Großer bruder                     |
| 14 juli      | Zlatko & Jürgen           | Großer bruder                     |
| 21 juli      | ATC                       | Around the world (La la la la la) |
| 28 juli      | ATC                       | Around the world (La la la la la) |
| 4 augustus   | ATC                       | Around the world (La la la la la) |
| 11 augustus  | ATC                       | Around the world (La la la la la) |
| 18 augustus  | ATC                       | Around the world (La la la la la) |
| 25 augustus  | ATC                       | Around the world (La la la la la) |
| 1 september  | Britney Spears            | Lucky                             |
| 8 september  | Britney Spears            | Lucky                             |
| 15 september | Britney Spears            | Lucky                             |
| 22 september | Rednex                    | The spirit of the hawk            |
| 29 september | Rednex                    | The spirit of the hawk            |
| 6 oktober    | Rednex                    | The spirit of the hawk            |
| 13 oktober   | Rednex                    | The spirit of the hawk            |
| 20 oktober   | Rednex                    | The spirit of the hawk            |
| 27 oktober   | Rednex                    | The spirit of the hawk            |
| 3 november   | Rednex                    | The spirit of the hawk            |
| 10 november  | Rednex                    | The spirit of the hawk            |
| 17 november  | Rednex                    | The spirit of the hawk            |
| 24 november  | Christian                 | Es ist geil ein arschloch zu sein |
| 1 december   | Christian                 | Es ist geil ein arschloch zu sein |
| 8 december   | Christian                 | Es ist geil ein arschloch zu sein |
| 15 december  | Christian                 | Es ist geil ein arschloch zu sein |
| 22 december  | Christian                 | Es ist geil ein arschloch zu sein |
| 29 december  | Christian                 | Es ist geil ein arschloch zu sein |